# Лоу, Берт
А́льберт Си́дни Ло́у (англ. Albert Sidney Lowe; 31 мая 1912, Данидин — 23 октября 1933, Греймут) — новозеландский боксёр, представитель средней и полусредней весовых категорий. Выступал за сборную Новой Зеландии по боксу в начале 1930-х годов, двукратный победитель национального первенства, участник летних Олимпийских игр в Лос-Анджелесе. В 1933 году также выступал среди профессионалов, владел титулом чемпиона Новой Зеландии, но в возрасте 21 года скончался от травмы, полученной на ринге.

## Биография
Берт Лоу родился 31 мая 1912 года в городе Данидин региона Отаго. Учился в местной христианской старшей школе и одновременно с этим серьёзно занимался боксом. В 1930 и 1931 годах дважды подряд становился чемпионом Новой Зеландии по боксу среди любителей в полусредней весовой категории.
Благодаря череде удачных выступлений удостоился права защищать честь страны на летних Олимпийских играх 1932 года в Лос-Анджелесе. Тем не менее, провёл здесь только один единственный бой — на предварительном этапе средней весовой категории проиграл немцу Хансу Бернлёру и выбыл из борьбы за медали.
Вскоре после окончания лос-анджелесской Олимпиады Лоу принял решение перейти в профессионалы и успешно дебютировал на профессиональном уровне. Впоследствии он одержал три победы, в том числе в июне 1933 года взял верх над соотечественником Джорджем Макэваном в бою за титул чемпиона Новой Зеландии среди профессионалов в среднем весе. 21 октября того же года в Греймуте вышел на ринг против Гарри Листера, но этот поединок закончился для него плохо — в двенадцатом раунде он потерял сознание и был доставлен в местную больницу, а спустя два дня умер от кровоизлияния в мозг. Похоронен в Данидине на Южном кладбище.